# Сіян (Цзіньчжун)
Сія́н (спрощ.: 昔阳县; піньїнь: Xīyáng xiàn) — повіт міського округу Цзіньчжун, що у китайській провінції Шаньсі.

## Адміністративний поділ
Повіт поділяється на 5 селищ і 5 волостей.